# Rutkai Bori
Rutkai Bori (Budapest, 1973. január 20. –) magyar képzőművész, énekes, zeneszerző.
Sajnos én csak Adidas balalajkán játszom.

## Pályafutása
A Magyar Iparművészeti Egyetem Vizuális Kommunikáció Szakán, videó-tervezői szakon diplomázott 2001-ben.
Képzőművészettel, költészettel, előadóművészettel egyaránt foglalkozik. 2002-ben Nyolcas Istvánnal közösen megnyerték az ARC óriásplakát kiállítás díját a Fájdalom és humorérzék című alkotásukkal. 2005-ben az ARC hivatalos reklámfilmjét már ők készítették.
Első zenekara az egyetemen alapított Karajoké, ezt követte a Special Gizda. Második koncertjükön felfigyelt rájuk Halász Péter és havonta egy alkalommal fellépési lehetőséget kaptak az általa vezetett Városi Színházban. A Special Gizda együttes utódja, a Specko Jedno 2003-ban alakult. Az együttes elsősorban orosz és latin zenei hagyományokat követ – az együttes tagjai ma: Bujdosó János (gitár), Darvas Kristóf (billentyű), Dudás Zsombor (dobok), Rutkai Bori (ének), Szerető Dániel (basszusgitár).
Rutkai Bori dalszövegei egyszerre ironikusak és melankolikusak. Előadásai gyakran színházi vagy kabaréelemekkel színezett koncertek. Könnyűzenei nosztalgiái hol tangót, hol bossanovát, máskor népdalokat, indulókat, rock and rollt, régi sanzonokat, szovjet slágereket, gyerekdalokat idéznek fel.

Együttese, Abbas Muráddal kiegészülve alkotja a Hébe-Hóba bandát, mely a Vacka Rádió, népszerű gyermek-hangjáték sorozat zenét szolgáltatják.
…leginkább egy földalatti presszóban, a letűnt jövő sanzonjaival találnám angyalinak…

### A zenekar
A Specko Jedno tagjai:
Rutkai Bori – ének, Mizsei Zoltán – zongora, Szesztay Dávid – gitár, Szerető Dániel – basszusgitár, Dudás Zsombor – dob, Németh Csaba – ütőhangszerek

A Rutkai Bori Banda tagjai:
Rutkai Bori – ének, Darvas Kristóf – zongora, Szerető Dániel – basszusgitár, Németh Csaba – dob, Nemes János – fúvós hangszerek

Vendégénekesek a lemezeken:
Vozár Villő – ének
Simányi Zsuzska – ének
Varga Marci – ének
Fodor Eszter – ének
Németh Maru – ének
Németh Bori – ének
Sena Dagadu – ének
Lovasi András – ének
Keleti András – ének, gitár
Farkas Róbert – hegedű, gitár
Németh Imre – elektronika
Cseh család – próza

## Lemezek

### Specko Jedno
- A szerelem kísérő tünetei / The By-effects of Love (szerzői kiadás, 2006)
- Whatevergreens – édesmindegy szerenádok (NarRator Records, 2009)
- Anticity (NarRator Records, 2013)

### Rutkai Bori és a Hébe-Hóba Banda
A „Vacka Rádió”-ban elhangzott dalok szövegét Gaál Zsuzsa írta. A zenét Rutkai Bori mellett Bujdosó János és Darvas Kristóf szerezte. A CD borítóját is Rutkai Bori tervezte.
- Vacka dalok (Retro Media Kft CD, 2009)

### Rutkai Bori Banda
- Sárkányjárgány; 2014
- Pizsamátor; 2016
- Űrdöngölők; 2018
- Zsebtenger: 2020
- Mandulka és a Karácsonyvár: 2021

### Budapest Bár
- Budapest Bár Volume 1. (2007) (R. B. in: Este fess a Pesti nő)
- Budapest Bár Volume 2. Tánc (2009) (R. B. in: Várjál inkább Reám!; La route enchantée)
- Budapest Bár Vol 4. Hoppá! (2011) Kék vonat (Goluboj Vagon); Fekete szemek (Ocsi Csornije); Bolyongok a város peremén)
- Budapest Bár Szerdán tavasz lesz (Válogatás Fényes Szabolcs szerzeményiből) (2013) (R. B. in: Köszi, Köszi, Gyurgyevó)
- Budapest Bár Vol. 5: Húszezer éjszakás kaland (2014), (R. B. in: Mr.Alkohol)
- Budapest Bár Vol. 5.Délutáni Csókok (2014), (R. B. in: reFerenc – saját szerzemény)
- Budapest Bár Vol.6. Ünnep (2016), (R. B. in: Angyal táncol a fák tetején – saját szerzemény)
- Budapest Bár Vol.7. (2017), (R. B. in: Égigérő Mozgólépcső – saját szerzemény)
- Budapest Bár Vol.8. Ha megtehetnéd (2020), (R. B. in: Akarsz-e játszani?)

## Kötetek
- Málna ünnep. Rutkai Bori versei; ill. Bohony Beatrix; Bohony, Budakeszi, 2002
- Festménymesék és dalversek; Scolar, Bp., 2012
- Sárkányjárgány. Elvarázsolt kaland-dalok; Kolibri, Bp., 2014 + CD
- Rutkai Bori Banda naptár 2017. A sárkányjárgány és a pizsamátor szereplőivel; szerk. Balázs Eszter Anna, naptárterv Nemes Péter; Kolibri, Bp., 2016
- Pizsamátor. Bulizós kaland-dalok az egész családnak; Kolibri, Bp., 2016 + CD
- Űrdöngölők; Kolibri, Bp., 2018 + CD
- Zsebtenger. Tavaszi-nyári versek, mesék, játékok; Pagony, Bp., 2020
- Mandulka és a karácsonyvár; Pagony, Bp., 2021

## Hang és kép
- Specko Jedno
  - Égősor
  - Mammamaria
  - Bácsi a biciklin
  - Mackódal
- Vacka Rádió
  - Főcímdal
  - Dal a gyönyörűséges Lötyög-patakról
- Budapest Bár
  - Este fess a pesti nő
  - Hajmási Péter
  - Bori Don Quijote

## Egyéni kiállítások
- 2002 Cirkó Gejzír Filmszínház: Szerény Káosz – Chaos Modest
- 2004
  - Liget Galéria: Üzenet a Szikraparkból
  - Újszínház Galéria: Vissza a Szikraparkba
- 2005 Liget Galéria: Kovácsné Gyapjas Betonka
- 2006
  - MU Színház Galéria: Czifra Hormon
  - Kőleves Vendéglő: Babszem Bunker (Akvarell képek)
- 2008 Liget Galéria: Krónikus receptek Szabadkőmíves Kelemenné módra
- 2009 Székesfehérvár, Öreghegyi Közösségi ház: Egyéni kiállítás
- 2010
  - Castro Bisztró: Vákuummal beszélgető néni
  - Zacc Kávézó: Vándorló kiállítás
  - Miskolc, Művészetek Háza: Alacsony Testek-Magas Fények
- 2011
  - Makett Labor, Budapest: Kétezer Eleven
  - If Kávézó: Csendéletek és Partizánok
- 2012 Liget Galéria: És Mégis Lapos a Föld Bori
- 2016: Majd ha piros hó esik; Győr

## Díjai, elismerései
- Párhuzamos Kultúráért díj (2013)[3]

## Külső hivatkozások
- Honlapja archiválása
- Budapest aerobic: Decibel (interjú). Nol.hu. 2005. szept. 22.
- kultúrPort.hu